# Gerber
Gerber (lat. Gerbera jamesoni) biljka je koja je poreklom sa toplih prostora Azije i Afrike, pripada porodici Asteraceae-Compositae. Prvi deo imena je dobio po Robertu Jamesonu koji ga je otkrio, a drugi deo imena po nemačkom botaničaru Taugottu Gerberu. Kasnije je prenet u Englesku gde je počelo gajenje njegovih sorti.

## Botanika
Gerber ima duguljaste, valovite listove, skupljene u rozetu. Listovi su tamno zelene boje. Na jednoj cvetnoj drsci nalazi se jedan cvet koji može biti crvene, bele, roze, žute i narandžaste boje.

## Sistematika
Postoji oko 100 različitih vrsta, od kojih oko 30 vrsta raste u divljini.

### Vrste
- Gerbera aberdarica
- Gerbera abissinica
- Gerbera ambigua
- Gerbera anandria

## Galerija
- Gerbera Jamesonii u crvenom
- Gerbera Jamesonii u narandžastom

## Patogeni
- Phytophthora tentaculata[3]

## Spoljašnje veze
- Gerbera.org - Official website of the Gerbera Association - established in Barberton.